# Ochthebius lapidicola
Ochthebius lapidicola är en skalbaggsart som beskrevs av Thomas Vernon Wollaston 1864. Ochthebius lapidicola ingår i släktet Ochthebius och familjen vattenbrynsbaggar. Inga underarter finns listade i Catalogue of Life.